# 中间党 (匈牙利)
中间黨（匈牙利語：Centrumpárt）是匈牙利中間派政黨。

## 歷史
2001年，成立。

## 外部連結
- 官方網站